# 4-甲氧基苯環己哌啶
4-甲氧基苯環己哌啶（別稱4-甲氧基苯環利定）是一种含氮有机化合物，分子式C
18H
27NO，属于苯環己哌啶（苯環利定）相關的芳基環己胺類解離型致幻剂。